# Isabel Canori Mora
Isabel Canori Mora (Roma, 21 de novembro de 1774 - Roma, 5 de fevereiro de 1825) foi uma mãe de família italiana, visionária, mística, profetisa e e terceira trinitária beatificada pelo Papa João Paulo II em 1994. Sua festa é no dia 5 de fevereiro.

## Vida
Nasceu de uma família profundamente cristã. Do matrimônio dos seus pais nasceram doze filhos, seis dos quais morreram nos primeiros anos de vida.
No dia 10 de janeiro de 1796, na Igreja de Santa Maria in Campo Carleo, Isabel desposa Cristoforo Mora, jovem advogado, filho de um médico rico. Depois de alguns meses, Cristoforo se enamora com outra mulher, trai sua esposa e negligencia sua família, reduzindo ela à pobreza.
Isabel reage aos maus-tratos físicos e psicológicos com total fidelidade. Com o marido tem os filhos: Marianna em 1799, e Maria Lucina em 1801. Após o abandono do esposo, foi forçada a viver trabalhando com suas próprias mãos para seguir ao cuidado de suas filhas Marianna e Luciana, mesmo assim dedicou muito tempo à oração, e ao cuidado dos pobres e enfermos.
Entregou sua vida pela conversão do marido, pelo Papa, pela Igreja e pela cidade de Roma.
Morreu no dia 5 de fevereiro de 1825 e foi sepultada na Igreja de San Carlo alle Quattro Fontane.
Pouco tempo após a sua morte, o seu marido se converte, entra também na Ordem secular dos Trinitários e vem a ser em seguida Frade Menor conventual e sacerdote, como Isabel havia previsto.

## Bibliografía
- MURCIEGO, Isidoro, La beata Isabel Canori Mora: signo luminoso de santidad, en: Meditaciones trinitarias,  Secretariado General Trinitario, Roma 2003.
- REDI, Paolo, Elisabetta Canori Mora. Un amore fedele tra le mura di casa, Città Nuova, Roma 1994. ISBN 88-311-5459-1 (Italiano)